# Großsteingrab Brenkenhof
Das Großsteingrab Brenkenhof war eine megalithische Grabanlage der jungsteinzeitlichen Trichterbecherkultur bei Brenkenhof, einem Ortsteil von Medow im Landkreis Vorpommern-Greifswald (Mecklenburg-Vorpommern). Es wurde vermutlich im 19. oder frühen 20. Jahrhundert zerstört. Sein genauer Standort ist nicht überliefert. Auch Angaben zu Maßen, Ausrichtung und Typ des Grabes liegen nicht vor.